# Perdita ciliata
Perdita ciliata är en biart som beskrevs av Timberlake 1958. Perdita ciliata ingår i släktet Perdita och familjen grävbin. Inga underarter finns listade i Catalogue of Life.